# Lista de veículos blindados de combate da Segunda Guerra Mundial
Este anexo reúne os veículos de combate que foram usados na Segunda Guerra Mundial, e alguns experimentais divididos por país. Obs.: O número entre parêntesis é a quantidade de unidades produzidas.

## Alemanha

### Tanques

#### Tanques Leves
- Panzer I (3,970)
- Panzer II (3,996)
- Panzer 35(t) Design tchecoslovaco. (722 anexados  mais 219 produzidos)
- Panzer 38(t) Design tchecoslovaco. (1,168)i

#### Tanques Médios
- Panzer III (5,728)
- Panzer IV (mais de 11,900)
- Panther (~6,000)

#### Tanques Pesados
- Panzer Tiger I (1,355)
- Panzer Tiger II (490)
- Panzer VIII Maus (produzido 2 tanques)
- Panzerkampfwagen E-100 (protótipo)

### Carros Blindados
- SdKfZ 221 Leichter Panzerspähwagen
- SdKfZ 222 Leichter Panzerspähwagen
- SdKfZ 223 Leichter Panzerspähwagen
- SdKfZ 231 Schwerer Panzerspähwagen
- SdKfZ 232 Schwerer Panzerspähwagen
- SdKfZ 233 Schwerer Panzerspähwagen
- SdKfZ 234/1 Schwerer Panzerspähwagen
- SdKfZ 234/2 Schwerer Panzerspähwagen Puma
- SdKfZ 234/3 Schwerer Panzerspähwagen Stummel
- SdKfZ 234/4 Schwerer Panzerspähwagen

### Meia-Lagarta
- Sd.Kfz. 2
- Sd.Kfz. 4 "Maultier"
- Sd.Kfz. 6
- Sd.Kfz. 7
- Sd.Kfz. 10
- Sd.Kfz. 250 (mais de 13,000)
- Sd.Kfz. 251 (modelos A B e C:4,650 modelo D:10,602)

### Artilharia Autopropulsada
- Sd.Kfz. 165 Hummel (mais de 100)
- Sd.Kfz. 138/1 Grille I/II
- Sd.Kfz. 124 Wespe (676)
- Sd.Kfz. 166 Brummbär (298)
- Sturmtiger (18)
- SdKfz 4/1 15 cm Panzerwerfer 42 auf Selbstfahrlafette "Maultier"
- Karl-Gerät

### Carros de Assalto
- SdKfz 142 Sturmgeschütz III (StuG III) (mais de 10,500)
- SdKfz 167 Sturmgeschütz IV (StuG IV) (1,108)

### Tanques Destróiers
- Panzerjäger I (202)
- SdKfz 132 Marder I (171)
- SdKfz 131 Marder II (576)
- SdKfz 138 Marder III (975)
- SdKfz 138/2 Jagdpanzer 38(t) "Hetzer" (2,584)
- SdKfz 142/1 Sturmgeschütz III Ausf. F/G(StuG III) (8,079)
- SdKfz 162 Jagdpanzer IV (1,977)
- SdKfz 164 Nashorn (494)
- SdKfz 173 Jagdpanzer V "Jagdpanther" (392)
- SdKfz 184 Panzerjäger Tiger (P) Elefant (90)
- SdKfz 186 Jagdpanzer VI "Jagdtiger" (77)

### Artilharia Auto-propelida anti-aérea
- SdKfz 7/1 2 cm FlaKvierling 38 L/112.5
- SdKfz 7/2 3.7 cm FlaK 37 L/98
- SdKfz 10/4 2 cm FlaK 30 L/112.5
- SdKfz 140 Flakpanzer 38(t) "Gepard"
- SdKfZ 161/3 Flakpanzer IV Möbelwagen
- SdKfz 161/4 Flakpanzer IV Wirbelwind
- Flakpanzer IV Kugelblitz
- Flakpanzer IV Ostwind

### Tanques Teleguiados
- Goliath mina com lagarta

## Austrália

### Tanques
- Sentinel Mk I (AC1) (não usado em combate)

### Carros Blindados
- Rhino (VBCP) Veículo Blindado de Combate Pesado (protótipo)
- Rover (VBCL) Veículo Blindado de Combate Leve

### Carros de Escolta
- Dingo (VBCE) Veículo Blindado de Combate de Escolta
- S1 (VBCE) Veículo Blindado de Combate de Escolta

## Bélgica

### Tanques
- FT-17/18
- T15
- ACG-1

### Artilharia Auto-propelida
- T13

### Carros Blindados
- Minerva (VBC) Veículo Blindado de Combate

## Canadá

### Tanques
- Ram Mk II (2,993)
- Badger Lança-chamas (versão do Ram Mk II)

### Artilharia Auto-propelida
- 25pdr SP, tracked, Sexton (2,150)

### Veículos de Transporte de Pessoal
- C15TA (CB) Caminhão Blindado (3,960)
- Ram Kangaroo (mais de 100)

### Carros Blindados
- Fox (VB) Veículo Blindado
- Lynx (VBCE) Veículo Blindado de Combate de Escolta
- Otter (VBCR) Veículo Blindado de Combate e Reconhecimento

## Estados Unidos da América

### Tanques

#### Tanques Leves
- M2 Tanque Leve
- M3 Stuart
- M22 Locust
- M24 Chaffee
- m5 Stuart
- M41 Walker Bulldog

#### Tanques Médios
- M3 Lee
- m4a3e8
- M4 Sherman

#### Tanques Pesados
- M26 Pershing
- T28 Tanque Superpesado
- T30 Tanque Pesado
- T110E5

### Caça-tanque e Artilharia.
- M4 Motar Carrier
- M7 Priest
- M37
- M8 Howitzer
- M10 Wolverine
- M12 Gun Motor Carriage
- M18 Hellcat
- M36 Jackson
- T25/2
- T25 AT
- M40 Gun Motor Carriage

### Veículos de Transporte de Pessoal
- M3 Meia Lagarta

### Trator de Artilharia
- M4 hellrazor
- M5 Tractor

### Veículos Anfíbios
- LVT(A)

## França

### Tanques

#### Tanques de Reconhecimento
- AMR 33
- AMR 35

#### Tanques Leves
- Hotchkiss H35
- Hotchkiss H39
- Renault FT-17
- Renault R35
- Renault R40

#### Tanques Médios
- Lorr. 45t
- B-C 25t

#### Tanques de Cavalaria
- Somua S-35

#### Tanques de Combate
- AMC 34
- AMC 35
- AMX 50 155

#### Tanques Pesados
- Char 2C
- FCM 50t
- AMX 50 100
- Char B1

## Hungria

### Tanques
- Toldi Tanque
- 40 M Turan I

## Itália

### Tanquetes
- CV-33
- CV-35

### Tanques

#### Tanques Leves
- Fiat 3000
- Fiat L6/40

#### Tanques Médios
- M11-39
- M13/40
- M14/41
- M15/42
- M18/43

#### Tanques Pesados
- P26/40

#### Tanques Destróiers
- Semovente M40 47/32
- Semovente M41 90/53
- Semovente M43 120/44

### Artilharia Auto-propelida
- Semovente 47/32
- Semovente M41 75/18
- Semovente 75/34
- Semovente M41M 90/53
- Semovente M42L 105/25

### Carros Blindados
- AB 41 (VBC)
- AB Lince

## Japão

### Tanquetes
- Type 92 Carro de Combate
- Type 94 Te-Ke
- Type 97 Te-Ke

### Tanques

#### Tanques Leves
- Type 92
- Type 95 Ha-Go
- Type 98 Ke-Ni
- Type 5 Ke-Ho

#### Tanques Médios
- Type 87 Chi-I
- Type 89 Chi-Ro
- Type 97 Chi-Ha
- Type 1 Chi-He
- Type 3 Chi-Nu
- Type 4 Chi-To
- Type 5 Chi-Ri

#### Tanques Pesados
- Type 95

#### Tanques Anfíbios
- Type 2 Ka-Mi
- Type 3 Ka-Chi
- Type 5 To-Ku

### Artilharia Auto-propelida
- Type 1 75 mm SPH Ho-Ni I
- Type 1 105 mm SPH Ho-Ni II
- Type 3 Gun Tank Ho-Ni III
- Type 4 150 mm SPH Ho-Ro

## Nova Zelândia

### Tratores Convertidos
- Bob Semple

### Tanques Leves
- Schofield (tanque)

## Polônia

### Tanquetes
- TK-3
- TKS

### Tanques
- 7TP (132)
- 10TP

### Carros Blindados
- Samochód pancerny wz.28
- Samochód pancerny wz.29
- Samochód pancerny wz.34

### Tratores de Artilharia
- C2P
- C4P
- C7P
- PZInż 302

### Carros e Caminhões
- Fiat 508 łazik
- Fiat 508/518
- Fiat 518
- Fiat 618
- Fiat 621
- Ursus A

## Reino Unido

### Tanques

#### Tanques Leves
- Tanque Leve Mk II
- Tanque Leve Mk III
- Tanque Leve Mk IV
- Tanque Leve Mk V
- Tanque Leve Mk VI
- Tanque Leve Mk VII
- Tanque Leve Mk VIII
- Vickers 6-Ton

#### Tanques médios
- Vickers Médio Mk II
- Sherman Firefly
- FV 4202

#### Tanques Pesados
- TOG1
- TOG2
- A33
- Tortoise

#### Tanques Cruzadores
- Cruiser Mk I
- Cruiser Mk II
- Cruiser Mk III
- Cruiser Mk IV
- Cruiser Mk V
- Cruiser Mk VI
- Cruiser Mk VII
- Cruiser Mk VIII
- Cruiser Mk VIII Cromwell
- Cruiser Mk VIII Challenger
- Comet I (A34)
- Centurion I (A41)

#### Tanques de Artilharia
- Matilda Mk I
- Matilda Mk II
- Valentine (tanque)
- Churchill Mk. IV
- Valiant (tanque)
- Tanque Black Prince

### Tratores de Artilharia
- Dragon Mk IV
- Crusader Tractor Mk I

### Artilharia Auto-propelida
- Bishop (tanque de artilharia)
- Deacon (artilharia)
- Sexton (tanque de artilharia)
- Archer (tanque destróier)
- Cruiser Mk VIII Challenger

### Veículos de Transporte de Pessoal
- Universal Carrier
- Loyd Carrier
- Terrapin

### Carros Blindados
- AEC Mk3 (VBC)
- Daimler Mk II (VBC)
- Daimler Dingo (VBCI)
- Guy (VBC)
- Humber (VBC)
- Humber Mk III (VBCR)
- Humber (VBCE)
- Lanchester (VBC)
- Morris Mk II (VBCR)
- Morris CS9
- Rolls-Royce (VBC)
- Standard Beaverette (VBC)

## União Soviética

### Tanquetes
- T-27

### Tanques

#### Tanques Leves
- T-26
- T-50
- T-60
- T-70
- T-80
- BT Tanque

#### Tanques Médios
- T-28
- T-34
  - T-34-76
  - T-34-85
- T-44

#### Tanques Pesados
- T-35
- SMK Tanque
- KV (Kliment Voroshilov)
  - KV-1
  - KV-1S
  - KV-85
  - KV-2
  - IS
- IS-2
- IS-3
- IS-4
- IS-5
- IS-6
- IS-7

#### Tanques Anfíbios
- T-37A
- T-38 (tanque)
- T-40

#### Tanques Teleguiados
- TT-26
- T-38TT
- TTBT-5
- TTBT-7

### Artilharia Auto-propelida
- ZiS-30
- SU-5
- SU-14
- SU-76/SU-76B
- SU-85B
- ZSU-37
- SU-85
- SU-100/SU-100Y
- SU-122/ISU-122
- SU-152/ISU-152

### Artilharia de Foguetes
- Katyusha

### Artilharia Antiaérea
- 4M
- ZiS-42
- YaG-10
- T-90 Tanque Antiaéreo
- ZSU-25
- ZSU-37

### Carros Blindados
- FAI (VBC)
- BA-20
- LB-23
- BA-64B (VBCL)
- BA-27
- BA-I
- BA-3
- BA-6
- BA-10
- LB-62
- BA-11

### Carros Blindados Anfíbios
- PB-4
- PB-7
- BAD-2

### Meia-Lagarta
- BA-30

### Aerosans
Obs.: Veículos de neve com hélices
- ANT-IV
- NKL-16
- NKL-26
- RF-8
- ASD-400

### Tratores de Artilharia
- Komsomolets
- T-26T
- STZ-3
- STZ-5
- Komintern (artilharia)
- Voroshilovets
- Kommunar
- YA-12

### Veículos Blindados Improvisados
- KhTZ-16
- IZ Tanque Trator
- NI Tanque